# Владе Краљевине Југославије у егзилу
Југословенска влада у избеглиштву је званична влада Краљевине Југославије од априла 1941. Југословенска влада се евакуисала из Београда након инвазије Сила Осовине прво у Грчку, затим у Палестину, затим у Каиро у Египту, и коначно од јуна 1941. у Уједињеном Краљевству.
Краља Петра II, који је са владом отишао у егзил, Савезници су још увек сматрали легитимним краљем целе Југославије. У Југославији је паралелно текла борба против окупационих и квислиншких снага који су водили партизани предвођени КПЈ и Јосипом Брозом Титом и четници Драгољуба Михаиловића одани краљу Петру II, као и међусобни сукоб ова два покрета. Четнике су дуго подржавали Британци, Американци и избегличка влада.
Међутим, током рата, партизани су стекли премоћ. Тито је 1943. прогласио оснивање Демократске Федеративне Југославије и Националног комитета ослобођења Југославије (де факто владе). Савезници су временом почели да признају партизанима да су јачи покрет отпора и преусмерили су своју помоћ партизанима и укинули помоћ четницима.
Тито и нови председник избегличке владе Иван Шубашић су 16. јуна 1944. потписали Вишки споразум, којим је предвиђено уједињавање две југословенске владе. Краљ Петар II је 2. марта 1945. поставио краљевске намеснике и на њих пренео своја овлашћења до избора за уставотворну скупштину која је требало да одлучи питање облика владавине. 7. марта 1945. године формирана је привремена народна влада Демократске Федеративне Југославије, њеним формирањем нестало је дотадашњег паралелизма влада, односно "дуализма" или "двојства" влада. т.ј. образовању привремене владе претходило је распуштање НКОЈ-а и краљевске југословенске владе.

## Позадина
Имајући у виду погоршање међународне ситуације, регент Павле Карађорђевић, премијер Драгиша Цветковић и Влатко Мачек, лидер Хрватске сељачке странке, главне опозиционе странке, су постигли споразум за који су очекивали да ће окончати националистичке спорове и ојачати државу. Споразум је предвиђао стварање нове Бановине Хрватске са аутономном хрватском владом, распуштање Народне скупштине и одржавање нових слободних избора. Иако је Народна скупштина распуштена, нису одржани избори и споразум је заживео на основу овлашћења која је имала Круна у складу са уставом донетим за време краљевске диктатуре 1931. Споразум није у потпуности задовољио аспирације хрватских националиста, а разочарао је и српске странке, који се сматрале да су дискриминисане због уступака које су добили Хрвати.
Британци су предложили подршку за будуће промене југословенске границе на рачун Италије у будућој мировној конференцији после рата у покушају да спречи приближавање Немачке и Југославије, али није успела да спречи зближавање две државе. Чак и тада, у пролеће 1939. Југославија је пренела велики део свог злата у Уједињено Краљевство и САД, супротно својој проглашеној неутралности и на незадовољство Берлина.
Након што је југословенска влада потписали приступање Тројном пакту 25. марта 1941. у Бечу, дан касније је у пучу скоро без проливања крви, група ваздухопловних официра је збацила владу, протерала регента Павла и превремено прогласила пунолетним краља Петра II, шест месеци пре његовог осамнаестог рођендана.
Мачек је, сматрајући да су мотиви пуча непријатељски према споразуму Цветковић-Мачек, условљавао свој улазак у нову владу генерала Душана Симовића потврђивањем важења споразума.

### Влада Душана Симовића формирана 27. марта
Образована је велика влада са двадесет чланова, која је обухватала готово све југословенске странке које нису биле екстремистичке. С обзиром на шароликост политичких ставова партија које су је образовале, нова влада није успела да се позабави спорним питањима. Велика влада је образована да би се свакој партији дала иста важност, пошто је формирана без одржаних избора. Ова шароликост странака је спречила владу да усвоји заједнички програм. Нови кабинет није имао времена ни да се модификује постојеће законе и морали да заснивају своје акције на Уставу из 1931, који је усвојен током диктатуре, којим влада није одговарала Народној скупштини, већ краљу, који је тако постао моћна личност у раду владе.
Симовић је покушао да умири Хитлеров бес наводећи своју намеру да поштује све обавезе које је Југославија преузела пре пуча, укључујући и приступање Тројном пакту. Међутим, немачки вођа је игнорисао гаранције нове владе, која је отворено симпатисала Савезнике, и наредио да се одмах организује инвазија на Југославију.
У ноћ између 5. и 6. априла, Вермахт је почео инвазију, док је немачко ваздухопловство бомбардовало Београд. Слабо наоружана и вођена Југословенска војска је брзо поражена. У Загребу је 10. априла проглашена Независна Држава Хрватска, Београд је пао 12. априла, а остаци југословенских оружаних снага су капитулирали 17. и 18. априла.
Краљ и остаци Владе су отишли у изгнанство између 14. и 16. априла, на Черчилово разочарање, који је желео да влада и краљ остану земљи и да наставе да пружају отпор силама Осовине. Влада није време да се постигне договор о будућој политици, пошто се сконцентрисала само на покушаје да се избегне инвазија. Овај недостатак консензуса међу странкама које су је образовале ће бити временом бити наглашен и ослабиће њен углед у изгнанству.

## Избеглиштво
Иако је војни пуч од 27. марта побудио у западном свету изразе одобравања према новој југословенској влади, та наклоност је углавном нестала због лошег држања владе и војске у Априлском рату. Влада је покушала да представља земљу у пракси раскомадану и уроњену у грађанском рату паралелно са светским ратом. Прве три југословенске избегличке владе су образовале по два министра из сваке странке: Народне радикалне странке, Демократске странке, Земљорадничке странке, Југословенске националне странке, Самосталне демократске странке, Хрватске сељачке странке и Словеначке народне странке, као и неколико ванстраначких личности, академик Слободан Јовановић и генерали Југословенске војске. Како су Словенци и Хрвати имали само једну странку, њихови министри ће често бити прегласавани, чак и у приликама када су исто гласали и министри из редова Самосталне демократске странке. Ипак, од тога ће бити мале користи.

### Наставак деловања владе Душана Симовића у избеглиштву
По доласку на Атину 16. априла, влада је поновила своју намеру да настави борбу против Немачке и њених савезница. Влада је 4. маја стигла у Јерусалим. Влада је издала изјаву у којој своју посвећеност споразуму Цветковић-Мачек као мера смиривања неповерљивости Хрвата. Од првобитна 22 министра, двојица су погинула у Априлском рату, а петорица су одлучила да остану у Југославији. Крхка равнотежа између странака је почела да пуца: главни хрватски представник Влатко Мачек је одлучио да остане у Хрватској и уместо себе у егзил послао страначког секретара, тврдолинијаша Јураја Крњевића. Словенац Франц Куловец је погинуо у бомбардовању Београда, Марко Даковић је погинуо приликом евакуације, док је вођа ЈМО Џафер-бег Куленовић прешао на непријатељску страну, и касније постао потпредседник владе НДХ.
Краљ и главни министри владе су допутовали у Лондон 21. јуна 1941, где су дочекани као хероји. Британска јавност им је исказивала захвалност због жртвовања за циљ Савезника. Министар спољних послова Момчило Нинчић је од самог почетка покушао да побољша односе са три главне савезничке силе, а нарочито са САД, где је постојала велика симпатија за Југословене. Краља Петра II Карађорђевића, који је са владом отишао у егзил, Савезници су још увек сматрали легитимним краљем целе Југославије. У септембру су у британску престоницу стигли преостали министри који нису дошли са краљем у јуну. Неколико министара и Иван Шубашић, бан бановине Хрватске, су отпутовали у САД и Канаду, где ће неки провести већи део рата. Са Совјетским Савезом дипломатски односи су успостављени након инвазије Немачке на СССР јула 1941. и влада је за посланика у Москву послала Станоја Симића.
Убрзо, међутим, Симовић је показао своју политичку неспособност. Није веровао професионалним политичарима, покушао да искористи своју популарност стечену у пучу да формира владу од оних особа које изабере током рата. Чим је стигао у Лондон, влада је покушала да се реорганизује тако што би задржала главне министарске портфеље и смањила броја министара. Нинчић и српски министри су критиковали Симовићеву ауторитарност, коју је покушао да сагради захваљујући хрватским и словеначким министрима, да би затим почео да критикује Хрвате. Политичари су се, упркос својим разликама, на крају ујединили против Симовића. Међутим, због његове популарности у то време, одлучили су да не захтевају отворено његову смену код краља. Симовић је такође имао већинску подршку официра који су емигрирали после инвазије сила Осовине на Југославију. У међувремену, британске службе које су биле у већим контакту са Југословенима су ускоро оценили слабост кабинета и унутрашње разлике. Већ почетком јесени Британци су показали разочарење у рад југословенске владе, коју су сматрали „слабом, подељеном, тешком, тврдоглавом, уображеном и необавештеном, непредусретљивом“.
Вести о индиректној Мачековој подршци новој хрватској држави и приступање десног конзервативног крила ХСС усташком покрету изазвало је забринутост у влади. Када су почеле да пристижу вести о масакрима усташког режима над српским становништвом, дошло је прве озбиљне кризу између чланова владе. Јурај Крњевић, главни хрватски министар, сматрао је у почетку да је то била само пропаганда и невољно је касније изразио солидарност са жртвама, све време држећи се чврсто својих захтева о уставним гаранцијама за аутономију Бановине Хрватске, изазивајући нелагодност међу српским министрима. Након вести о масакрима, српски министри су одбили да понове своју подршку споразуму Цветковић-Мачек, сумњајући у искрену приврженост Југославији хрватских министара. У међувремену, Крњевићева бескомпромисност је расла, с обзиром да је био нека врста опуномоћеног представника хрватског становништва, и то је доприносило све јачој парализи владе. Недостатак поверења међу министрима, њихова различитост у ставовима и ривалство са Симовићем и војна ситуација су погоршале односе у Министарском савету.
Свађе српских и хрватских министара пратиле су и свађе међу српским и хрватским исељеништвом у САД. Бројније хрватско исељеништво, а нарочито католичко свештенство, је подржавало успостављање Независне Државе Хрватске. Антихрватски и антијугословенски одговори српске стране, нарочито када се сазнало за усташке масакре, су стизали од југословенског амбасадора у САД Константина Фотића, бившег амбасадора у Шпанији Јована Дучића и листа Амерички Србобран.
У међувремену, у окупираној Југославији појавили су се два ривалска покрета. Пуковник Драгољуб Михаиловић није признавао капитулацију југословенске војске и са својим следбеницима се маја 1941. повукао на Равну гору, где је почео да организује свој покрет. Капитулацију и поделу Југославије није признавала ни Комунистичка партија Југославије, која је почела да прикупља оружје и организује одреде. Устанак против окупатора је почео у лето 1941. под вођством КПЈ. Избегличка влада је сматрала да је устанак преурањен. Исто је сматрао и пуковник Михаиловић. Ипак, како се устанак ширио, и његови одреди су ступили у акцију.
До октобра 1941, југословенска влада није добијала вести о ситуацији на Балкану. Њен утицај на оно што се дешавало у Југославији је био никакав. Током лета, она је почела да прима појединачне извештаје о покрету отпора пуковника Михаиловића и британска и југословенска пропаганда су га убрзо претвориле у легенду.
Још једна криза у којој влада била укључена и која је подривала њен углед код савезника била је Каирска афера, која је избила због ривалства старијих официра блиских Симовићу и генералу Бори Мирковићу и млађих официра и министра двора Радоја Кнежевића око контроле над оно мало југословенске војске која је побегла из земље са владом. Млађи официри које је водио рођени брат Радоја Кнежевића, мајор Живан Кнежевић, били су незадовољни јер им учествовање у пучу није донело више утицаја на одлуке владе. Због краљеве младости и неискуства Радоје Кнежевић је био утицајан и, делимично због тога ће ови официри и Радоје Кнежевић неко време имати велики утицај на емигрантску владу.
Михаиловић је за политичаре био идеална замена за Симовића: војни херој који није могао да се меша у државне послове као Симовић у Лондону. Официри који су се противили, Симовић и српски политичари су брзо пружили подршку Михаиловићу, што је убрзало пад премијера Симовића. Симовићев кабинет је био веома разједињен и политичари су се противили Симовићу. Крајем 1941. они су поднели писмо краљу Петру оптуживши Симовића за неспособност, групно поднели оставке, па је краљ Петар сменио Симовића 10. јануара 1942. Политичари су желели да избегне војну владу и били су спремни да формирају нову владу на челу са угледним српским правником и историчарем Слободаном Јовановићем. Међутим, упркос свом интелекту, Јовановић је имао мало правог искуства у политици, већ је имао 73 године и његова личност није донела јаку владу.

### Владе Слободана Јовановића
Прва зима у егзилу је показала постојање великих раздора међу Југословенима: традиционалном сукобу између Срба и Хрвата придодати су раздори између војника и политичара, између старијих и млађих официра и између пројугословенских и пансрпских политичара. Унутрашњи сукоби су у британски очима изгледали важнијим за избегле политичаре од питања растућег отпора и грађанског рата који је беснео у Југославији. Главни раскол је био између српских политичара који су одбацивали оно што су сматрали да су велике повластице Хрватима који желе своју засебну државу и хрватских политичара који су страховали да ће српски политичари искористити велике усташке покоље над Србима да побољшају своју политичку позицију у рату.
Нова влада је за министра војске уместо генерала Богољуба Илића именовала генерала Драгољуба Михаиловића,, који је водио ројалистички покрет у Југославију, да би се избегла мешање војске у рад владе и да се истовремено искористи Михаиловиће углед при изношењу захтева Савезницима. Именовање је требало да ојача Михаиловићеву позицију у Југославији и убрза савезничку помоћ. То није помогло, међутим, да силе Осовине признају Михаиловићеве одреде као легитимни део бивше Југословенске војске; сматрали су да се она предала у априлу 1941. и да Михаиловићу следи иста судбина. Избегличка влада је подржала Михаиловићев суштински пасиван став, пошто је радије желео да сачека слабљења окупатора пре вођења активног отпора, делом да би се избегле одмазде над цивилним становништвом. Међутим, ово је повећавало ризик да покрет отпора окупљен око комуниста преузме од Михаиловића вођство у покрету отпора против сила Осовине. Британци су о Михаиловићу ширили пропаганду као великом вођи, иако је ситуација у Југославији потпуно другачија од писања британске штампе; када је именован за министра Михаиловић није имао војску под својом директном командом након гушења устанка у Србији од стране Немаца у јесењој офанзиви. Михаиловић је већ тада ступио у контакте са квислиншким и немачким властима и део своје војске утопио у Српску државну стражу. Немци нису успели да заробе Михаиловића, али је он изгубио везу са Лондоном. Са друге стране, Јовановић и његови министри нису успели да убеде Савезнике да својим ограниченим средствима пруже значајну материјалну помоћ Михаиловићу.
Фебруара 1942. донета је Декларација Владе Краљевине Југославије о ратним циљевима и главним питањима спољне политике Југославије.
Каирска афера је решена британском интервенцијом; део незадовољних официра је примљен у Британску војску, али то је значило губитак људства које би могло помоћи Михаиловићу и било је нови разлог за дискредитовање владе. После Каирске афере и Симовићеве смене, владе Слободана Јовановића и Милоша Трифуновића заправо су преко браће Радоја и Живана Кнежевића биле у служби генерала Драгољуба Михаиловића, који ће иначе бити министар војске у овим владама, као и у техничкој влади Божидара Пурића. У Јовановићевој влади Кнежевић је именован за шефа Војног кабинета. Поред тога, био је и официр за везу са ЈВуО од јануара 1942. до јуна 1943. Као шеф Војног кабинета, Кнежевић је преузео од владе прерогативе у успостављању и контролисању везе са министром војске Драгољубом Михаиловићем. Радоје и Живан Кнежевић су поставили свог брата Николу Кнежевића за шефа Одељења за шифровање у Министарству спољних послова, што им је омогућило да држе око на свим порукама које су долазиле влади и од ње одлазиле.
Да би ојачала Михаиловићеву позицију у Југославији, влада је јуна 1942. унапредила Михаиловића у чин армијског генерала и поставила га за начелника штаба Врховне команде и команданта Југословенске војске у отаџбини, као начин да се компензује мале снаге које су ратовале заједно са савезницима на Блиском истоку. Међутим, сарадња између Владе у Лондону и Михајловића није била лака, јер је влада зависила од Британаца како би комуницирала са својим министром војске и није имала алтернативан и безбедан начин од британског мешања у комуникацију. Јовановић, међутим, био је у стању да јасно пренесе своја наређења Михајловићу: да избегне прерано упуштање у борбу, која би могла да уништи његов покрет и да доведе до оштрих репресалија против цивилног становништва, да ојача и да се фокусира на припремама устанка као подршку будућем савезничком искрцавању. Његови герилске акције би требало да привуку највећи могући број осовинских трупа, без угрожавања четничког покрета или цивила. Такође су морали да покушају да искористе своје одреде у НДХ да заштити српско становништво од усташких масакара. Свестан разлике између Михаиловићевих присталица и Титових југословенских партизана, Јовановић је покушао да постигне споразум којим би се партизани ставили под команду Михаиловића. Због неуспеха овог плана, покушао је да спречи сукобе између две војске и да их сконцентрише на борбу против заједничког непријатеља. Без икаквог утицаја над комунистима, Јовановић је покушао да придобије подршку Совјетског Савеза и да се помири са партизанима све док Совјети нису почели крајем 1942. своју пропагандну кампању против Михаиловића. Већ у јуну, Совјети су Михаиловића оптужили за сарадњу са Италијанима и српском марионетском владом Милана Недића. У принципу, Британци су одлучили да наставе своју подршку Михаиловићу упркос оптужбама Москве.
Да би помогла рад министара који су били у САД, избегличка влада је основала Југословенски информациони центар у Њујорку да организује подршку међу југословенским исељеничким организацијама. На челу информационог центра био је министар Богољуб Јевтић, хрватски одсек је водио Шубашић, словеначки одсек министар Франц Сној, а Сава Косановић на челу економског уреда. Највише времена Косановић и Шубашић су провели у одбрани идеје југословенства, коју су нападали и посланик Фотић и проусташке исељеничке новине, и од краја 1942. непоколебљиво су подржавали партизане. И сам председник владе Јовановић је од почетка отворено заступао српске интересе, па су му се замерали словеначки и нарочито хрватски министри предвођени Крњевићем, као и Шубашић у САД. Често су им се у критикама према Јовановићи придруживали представници пречанских Срба, нарочито Сава Косановић, Срђан Будисављевић и Бранко Чубриловић. Осим што је био врло непомирљив према Хрватима и сумњао у могућност обнављања Југославије, министар спољних послова Нинчић се тешко слагао са Британцима и Совјетима. Уз све то поклопиле су се совјетске оптужбе о Михаиловићевој колаборацији. Јавне свађе антијугословенског табора у САД предвођеног амбасадором Фотићем и пројугословени министара у САД предвођеног Шубашићем и Косановићем је стварало нове проблеме Јовановићевој влади.
Наставак владине подршку Михаиловићу, упркос вестима о споразумима са силама Осовине који су начинили неки Михаиловићеви људи и неспремности других да се супротставе Немцима и Италијанима поткопала је њен углед међу осталим савезничким владама. Оптужбе комуниста против министра војске изазвале су нове тензије у кабинету. Потврде четничких веза са силама Осовине и британске обавештајне активности довеле су до промене британског става у односима са југословенском владом крајем 1942; ипак Јовановић је наставио да подржава Михаиловића, упркос добијеним извештајима.
У јуну је краљева посета Сједињеним Државама (јун-јул 1942) резултовала потписивањем уговора о зајму и најму, као једне од мера за окончање југословенске зависности од Британаца. Краља су срдачно примили председник Френклин Рузвелт и службени кругови у Вашингтону и он је провео неко време у САД обилазећи ратну индустрију. Међутим, амерички став због масакара у НДХ и оптужби за колаборацију против Михаиловића је ограничио америчку подршку. САД су одбиле да помогну Југословенима да успоставе директан контакт са Михаиловићем без британског посредовања или да пошаљу ратни материјал без одобрења из Лондона. Ипак, амерички став се чинио повољним, а краљев пут у Америку је представљао пропагандни успех. У јуну влада је успоставила званичне односе са Слободном Француском, који су били најбољи које је влада имала са неком савезничком владом и које је одликовало отвореност и блискост две владе. Са друге стране, разговори са бившим италијанским министром спољних послова гроф Карлом Сфорцом, којим су покушани да се италијанске антифашистичке снаге повежу са Савезницима нису добро примљени међу неким члановима министарског савета. Потпредседник владе Јурај Крњевић је то сматрао издајом хрватских интереса. Нинчић је, уместо да покуша да постигне договор о границама са Сфорцом и његовим присталицама, био спреман да поново истакне југословенске територијалне претензије да био унео мир у владу. Иако су постојали контакти између Совјетског Савеза и Југославије, није потписан споразум о савезништву између две земље, делом због неспремности словеначких и хрватских министра, делом због Британаца који су сматрали Совјете ривалима на Балкану и због краља, који није желео да увреди Британце.
Од краја 1942. избегличка влада налазила се у сталној кризи и немогућности да заузме јасну политику због неслагања својих чланова. Југословенски политичари, који су задржали своје личне и политичке разлике и у егзилу, изазивали су све већу парализу владе, не могавши да заузму став о политици без поделе на фракције. Њихова унутрашња неслагања нису дозвољавала умереним елементима да дођу до изражаја. Ова ситуација их је даље дискредитовала код Британаца. Савезници, са својим бројним обећањима, али малом помоћу, нису помогли влади, која није била свесна великог значаја општег сукоба у Југославији. Велика Британија и Југославија нису биле формално савезници и влада у егзилу је зависила од добронамерности и савезничких субвенција за опстанак. Између септембра и новембра већина састанака кабинета била је усредсређена на њену спољну политику, који су неки чланови оштро критиковали.
Прве недеље 1943, влада је била у кризи, a премијер је направио разне уступке. Разрешени су дужности министри који су се налазили у САД: Јевтић, Косановић, Сној, Чубриловић и Марковић, као и министар спољних послова Нинчић. Јовановић је смањио број министара  и покушао да поврати углед Владе у Југославији, умањен деловањем комуниста, који су освојили симпатије у областима са мешовитим становништвом јер су спречавали међунационалне сукобе и масакре. Британци су вршили притисак на владу да покаже јединство, да покуша да образује јединствен покрет отпора и обзнани своје намере о будућности Југославије. Министар спољних послова Нинчић, који није имао подршку Британаца, замењен је у новом кабинету на њихов захтев, како је краљ Петар у потпуности зависио од њих. Јовановић је привремено преузео вршење дужности министра иностраних послова.
Погоршање сукоба између четника и партизана пратили је погоршање односе између југословенске владе, која је заступала четнике, и совјетске владе, која је стала на страну партизана. Крајем 1942. и првих месеци 1943. године, Британци су почели да мењају свој став према покретима отпора у Југославији, покушали и успели да успоставе контакте са партизанима, али још увек без напуштања Михаиловића. Промену става је олакшао низак углед који је имала избегличка влада међу британским политичарима и због оштрих критика Михаиловића упућених Британцима фебруара 1943. Докази о колаборацији Михаиловићевих снага, који нису умањивали подршку владе њему и у којој је Михаиловић остао министар војске после реорганизације, су погоршали њене односе са Британцима. Од почетка ове године, Британци су почели да предлажу влади да било боље да пређу у Каиро, наводно да би били ближи Југославији, али у стварности због све већег разочарења у југословенску владу и двор.
Због нагомиланих доказа о четничкој пасивности и сарадњи са Италијанима против партизана и све већег јачања партизанског покрета, Британци су вршили притисак да избегличка влада постигне споразум са партизанима. Средином марта 1943, током посете Лондону, Британци су наговестили краљу своју жељу да краљ реорганизује своју владу и реши се Михаиловића. Британски амбасадор је чак изјавио да би Британци подржали распуштање избегличке владе и образовања трочланог већа који би се бавио неким питањима. На сусрету југословенског краља и Винстона Черчила 18. марта постале су очигледне разлике две стране о Михаиловићу и партизанима. Черчил је сматрао да Михаиловић чува своју војску да би могао да се бори само против партизана, док је краљ сматрао да је то стратегија да се смање жртве међу цивилним становништвом. Краљ Петар се противио подршци Титу. Тензије између Михаиловића и његових потчињених и британских обавештајаца су настале због британских отворених текућих покушаја да стекну контролу над војним операцијама у Југославији, које су Михаиловић и његови људи одбијали. Четници су одбијали да се повинују британским захтевима, посебно због слабе британске материјалне помоћи, све веће британске подршке партизанима и због непостојања војних операција на Јадрану. Михаиловићева бескомпромисност према британским захтевима и наставак подршке које је добијао од владе их је заједно ослабило. Британци су, иако би дугорочно имали штете због напуштања четника (прозападних, монархистичких и антикомунистичких снага са дубљим коренима у Србији), одлучили да дају приоритет војним циљевима којима би боље послужили партизани. Крајем маја Британци су послали код Тита војну мисију на челу са Билом Стјуартом и Вилијамом Дикином.
Током 1943. појачао се притисак Британаца да се међу Југословенима прекину размирице. Због тога су Британци у мају тражили од Јовановића да састави декларацију о ратним циљевима и федерализацији Југославије којим би се обуздао хрватски сепаратизам, на исту страну довели партизани и четници и Влатко Мачек. Јовановић је припремио декларацију коју су тражили Британци, на коју је Крњевић приложио амандмане, којима се тражило да се осуде сви који раде против успоставе Југославије и наглашава како је српско-хрватски споразум из 1939. и даље један од темеља државне политике. Јовановић је био приморан да поднесе оставку 17. јуна 1943. Током периода на ком је био на челу Министарског савета, Јовановића је показао да није био у стању да уједини кабинет, оконча унутрашњи сукобе који су га слабили, искаже заједнички став према отпору силама Осовине, промени Михаиловићев став према као Британцима који су желели да га одбаце, потисне сопствени национализам и направи алтернативну политику према партизанима. Читав низ проблема који су га преплавиле довели су га до оставке: нерастворљивост национализма и проблем послератног уређења државе, његова подршка за четницима и немогућности да их помири са партизанима, краљева женидба (којој су се противили краљева мајка Марија и српски министри), немогућност доношења декларације о владиним ратним циљевима, стална противљења хрватских министара, спорове између њих и српских министара због британског притиска да владе пређе у Египат, тензија између Михаиловића и Британаца и њихово приближавање партизанима и удаљавање од четника и владу у егзилу.

### Влада Милоша Трифуновића
После две недеље консултација, краљ је изабрао као Јовановићеву замену изабрао радикалског политичког ветерана Милоша Трифуновића, старог 72 године, који се повукао из активне политике још 1927. Трифуновић се противио споразуму Цветковић-Мачек и био је политичар из старе српске школе који је заступала првенствено српске интересе. Његове главне особине су у континуитету са позицијама претходних кабинета: нема уступака хрватским министрима, подршка четницима, супротстављање партизанима и задржавање истих односа са Британцима. Влада је образована 26. јуна 1943. са по два представника из сваке странке. Укупно, кабинет је образовало десет Срба, двојица Хрвата и двојица Словенаца. Пошто је влада била спремна да усвоји декларацију која је изазвала пад претходног кабинета, представници ХСС одмах поднели нове захтеве, међу њима јасну подршку споразуму Цветковић-Мачек, чиме је декларација морала бити договорена готово из почетка.
Главном проблему уређења будуће државе придружили су се и други као што су као именовање амбасадора, јер је Крњевић је тражио да место амбасадора у Вашингтону или Лондону припадне Хрватима , британски захтеви да влада пређе на Блиски исток и краљева жеља да се ожени. Савезници су такође игнорисали амбициозан план који је изнео генерал Петар Живковић, министар без портфеља, да формира југословенску војску од 100.000 људи регрутованих из редова словеначких и хрватских ратних заробљеника мобилисаних у италијанску и немачку војску, која би се искрцала у Далмацији и послужила као центар окупљања четничких снага. Самостална демократска странка је одбила да учествује у влади у којој је генерал Живковић министар без портфеља. Најзначајнија промена током Трифуновићевог мандата било је именовање Радоја Кнежевића на безначајно место отправника послова амбасаде у Лисабону, чиме је скршен утицај који је Кнежевић имао на Јовановићеву владу. У немогућности да реши ове проблеме, Трифуновић је поднео оставку 10. августа, након само месец и по дана на месту председника Министарског савета. Компромисом између српских и хрватских политичара Трифуновић се брзо вратио на чело владе, али је сада био пао у милост и немилост краљевој вољи. Слабост краља да падне под утицаје политичара и да се меша у политику поставили су га у сам центар фракционашких манипулисања.
Сам краљ је погоршао хаос у администрацији својим инсистирањем да се ожени пре краја рата, супротно ономе што је препоручио Министарски савет. Трифуновићева влада је тако постала пуки прелазни кабинет док краљ нађе председника владе који био одобрио његову веридбу. Узевши у обзир Симовићеву понуду да формира нову владу и британску жељу да се створи нови ванстраначки кабинет који би био вољан да следи њихове смернице, Трифуновић је прихватио обавезу да начини компромис како би краљ да добио на времену. Када је учинио крајем јула 1943, краљ је сматрао да је добио оно што је желео и сменио је Трифуновића.

### Влада Божидара Пурића
Само сат времена после Трифуновићеве смене, за новог председника техничке владе је постављен Божидар Пурић, искусни дипломата и бивши амбасадор у Француској. Пурић је формирао нову владу без страначких првака, која је као никада до тада зависила од краља Петра. Стални спорови између српских и хрватских министара, британска засићеност њиховим свађама и могућност прекидања парализе владе олакшали су формирање нове владе. Једна од првих одлука Пурићеве владе је била да се разбије група официра око Живана Кнежевића, који је упућен у Вашингтон као војни аташе. Пурић се противио краљевој жељи да се ожени принцезом Александром и жељи Винстона Черчила да се југословенска влада реши Михаиловића. Међутим, удовољио је краљевом жељи за женидбом, како би имао његову подршку да задржи подршку Михаиловићу. Пурићева влада је наставила да пружа велику подршку Михаиловићу, што је био главни циљ нове владе и у чему је следила своје претходнике. Његов кабинет, у потпуности зависан од краља Петра II, је ипак брзо губио углед у очима Савезника. У свом обраћању краљу Петру, Пурић је коначно изразио спремност да одобри брак монарха, да образује смањени Министарски савет са шест чланова и, за разлику од многих министара претходне владе, сложио се да се пресели у Каиро, како су предлагали све упорнији Британци.
Покушавајући да разбије парализу извршне власти, Пурић одбацио Јовановићеву декларацију о будућности земље, преселио се у Каиро (29. септембра 1943) и именовао амбасадора у Великој Британији. Британци и Југословени су оценили повољним прелазак југословенске владе у Египат. Међутим, то је такође било показатељ губитка важности владе у изгнанству за Британце; они су се све више ослањали на могућност споразума између краља и Тита, него на акције владе. Кабинет се током зиме 1943/1944. фокусирао на краљеву женидбу, упркос важности промени британских ставова према снагама у Југославији, постепеним напуштањем Михаиловића и јачањем подршке партизанима. Проблем је постајао све озбиљнији како је улога краља постајала све битнија у односу на млитав став владе о политици у вези са Југославијом. Не желећи да одложи венчање, краљ је, свестан анимозитета Пурића и владиних бирократа претио да га замени. Премијер је био приморан да да сагласност и венчање је одржано у Лондону 20. марта 1944. Као кабинета технократа, међутим, влада није смела да доноси далекосежне одлуке о будућности земље, и у пракси су се ограничила да у иностранству брани интересе Михаиловића, његових присталице и, у позадини, интересе српске владајуће класе.
Капитулација Италије у септембру 1943, а затим конференције у Каиру и Техерану у зиму 1943. у великој мери су ојачале Титов положај и ослабили краљевску власт. Британска влада је захтевала да Пурић постигне договор са партизанима. Ентони Идн је у свом првом интервјуу после Техеранске конференције 7. децембра обзнанио британску одлуку да задржи признавање југословенске владе у егзилу, док ће истовремено признати југословенске партизане за савезнике. Три дана касније, Черчил је рекао краљу Петру да је убеђен у Михаиловићеву колаборацију и изразио жељу да Михаиловић буде уклоњен из југословенске владе. Британски притисак за уклањањем Михаиловића је растао временом, али је наилазио на неспремност краља и владе у егзилу.
У пролеће 1944. и после повлачења британских војних мисија код Михаиловића 1. марта, Британци су покушали да натерају Тита да призна краља, а да заузврат Пурић буде смењен. Узнемирен, краљ је покушао да се ослони на подршку политичара, али они нису успели да се договоре да формирају нову владу због разлика између демократа и радикала. Краљев покушај да затражи подршку Американаца да се одупре британском притиску против Михаиловића и Пурића је био неуспешан. Черчил је предложио да се за премијера именује бивши бан Бановине Хрватске и члан ХСС, Иван Шубашић, који је допутовао из САД у Велику Британију на консултације са краљем. Краљ није желео да именује Шубашића за премијера, међутим Черчил је запретио да ће у Дому комуна објавити Пурићево уклањање са места, приморавши краља да испуни његове жеље. Пурић смењен 17. маја, недељу дана пре Черчиловог обраћања. Британски циљ је био да се уклони влада која је подржавала четнике и њихову политику Велике Србије компромитовану раскидом са Михаиловићем и да се замени другом која би била у стању да преговара са партизанима и обезбеди пријатељски настројену монархију у Југославији после рата.

### Владе Ивана Шубашића
Шубашић је преузео дужност 1. јуна 1944. као једини члан нове краљевске владе. Шубашић је био спреман да преговара са Титом и био специјално именован за ову сврху, с обзиром на његов истакнути положај у ХСС, своју лојалност династији Карађорђевић, своју умереност у поређењу са другим хрватским политичарима и својим претходним искуством у посредовању у тешким ситуацијама. Међутим, његово именовање, након месеци британског притиска на југословенског краља и јасан израз континуитета британске подршке влади зависило је од елиминације Михаиловића из кабинета. До половине 1944. односи међу великим савезницима су се толико променили да је Шубашићева влада као једини циљ имала склапање споразума са Титом. Жртва унутрашњих спорова и немогућност да се контролишу догађаји у Југославији, влада је коначно приморан да постигне договор у неравноправном положају са Титом који би означио владин нестанак.
Десет дана након свог именовања, Шубашић је одлетео на јадранско острво Вис да се састане на Титом и покушати да створи коалициону владу. Тито је био вољан да се не бави питањем облику државе до окончања рата, а Шубашић, у међувремену, признао да администрација партизана на југословенској територији једина има подршку. Партизански одреди би били признати за једину југословенску војску. Шубашић је такође обећао да ће власу формирати личности које се нису противили Титовој организацији и да ће се посветити придобијању међународне подршке. Споразум Тито-Шубашић је потписан 16. јуна, а да је Шубашић било кога консултовао, па чак ни краља. У пракси је овај споразум представљао капитулацију пред Титом у замену за ситне уступке.
По повратку, Шубашић формирао кабинет од пет министара, међу којима су била и двојица које је предложио Тито. Михаиловић је изгубио своју традиционално министарство војске. Одбио је да призна нову владу и наставио је борбу, проглашавајући своју лојалност краљу. До августа, администрација је била очишћена од оних који су били непријатељски настројени према партизанима. Дана 29. августа, Михаиловић је смењен са места начелник штаба. Краљ се 12. септембра обратио на радију радио тражећи подршку становништва за Тита. Покушаји присталице четника и дела Хрвата и Словенаца да се супротставе споразума између премијера Шубашића и Тита нису успели да добије подршку великих савезничких сила.
Од краја лета 1944, британска политика према Југославији је доживела релативну промену: Черчил је био разочаран након разговора са са Титом у августу. Британци су покушали да одрже одређени утицај на послератну ситуацију, било путем споразума о зонама утицаја са Совјетима или формирањем коалиционе владе у којој би били политичари пријатељски настројени према Британцима. САД, које су војно, али не и политички подржавали Тита су наставили да пружају своју подршку влади у егзилу, док су војно подржавали Тита. Међутим, америчка интервенција у југословенској политици била је увек од секундарног значаја, и само се мало повећала крајем 1944, на инсистирање Британаца.
Шубашић се поново састао са Титом у Београду и 1. новембра парафирао нови споразум. Према том споразуму, краљ не би смео да се врати у земљу до одржавања плебисцита о очувању монархију и пренео је своја овлашћења на трочлано Намесништво који би били именовани у споразуму са Титом. То би створило нову владу од уједињењем Шубашићеве избегличке владе и НКОЈ-а. У овој привременој влади Тито би имао два пута више министара од Шубашића. По повратку у Лондон, краљ је у први мах да одбио да прихвати споразум и сменио Шубашића 23. јануара 1945. Међутим, услед британског притиска, морао је да га поново позове шест дана касније и прихвати намесништво. Британци су били незадовољни споразумом који је, по њиховом мишљењу, пружао Титу превише моћи, али су га сматрали неминовношћу.
Две недеље касније, Шубашић и његови министри отпутовали за Београд. Нова коалициона привремена влада је формирана 7. марта, у којој је Тито контролисао двадесет од двадесет осам министарстава. Ово је био крај монархистичке владе у егзилу. Владу је заменила коалициона Привремена влада ДФЈ у пракси под контролом југословенских комуниста.

## Састав влада у егзилу
| Функција                                       | Име и презиме      | Детаљи    |
| ---------------------------------------------- | ------------------ | --------- |
| Председник Владе                               | Душан Т. Симовић   |           |
| Потпредседник Владе                            | Слободан Јовановић |           |
| Министар иностраних послова                    | Момчило Нинчић     |           |
| Министар војске и морнарице                    | Богољуб Илић       |           |
| Министар унутрашњих послова                    | Срђан Будисављевић |           |
| Министар правде                                | Божидар Марковић   |           |
| Министар просвете                              | Милош Трифуновић   |           |
| Министар финансија                             | Јурај Шутеј        |           |
| Министар саобраћаја                            | Богољуб Јевтић     |           |
| Министар грађевина                             | Миха Крек          |           |
| Министар социјалне политике и народног здравља | Милан Грол         |           |
| Министар пољопривреде                          | Бранко Чубриловић  |           |
| Министар физичког васпитања                    | Богољуб Илић       | заступник |
| Министар снабдевања и исхране                  | Сава Косановић     |           |
| Министар без портфеља                          | Јован Бањанин      |           |
| Министар без портфеља                          | Милан Гавриловић   |           |
| Министар без портфеља                          | Франц Сној         |           |
| Министар без портфеља                          | Јурај Крњевић      |           |

| Функција                                                                             | Име и презиме      | Детаљи    |
| ------------------------------------------------------------------------------------ | ------------------ | --------- |
| Председник Владе, Министар унутрашњих послова и Министар ваздухопловства и морнарице | Душан Т. Симовић   |           |
| Потпредседник Владе и Министар пошта, телеграфа и телефона                           | Јурај Крњевић      |           |
| Потпредседник Владе и Министар правде                                                | Слободан Јовановић |           |
| Потпредседник Владе и Министар грађевина                                             | Миха Крек          |           |
| Министар иностраних послова                                                          | Момчило Нинчић     |           |
| Министар војске                                                                      | Богољуб Илић       |           |
| Министар војске                                                                      | Душан Т. Симовић   | заступник |
| Министар просвете                                                                    | Слободан Јовановић | заступник |
| Министар просвете                                                                    | Милош Трифуновић   |           |
| Министар финансија                                                                   | Јурај Шутеј        |           |
| Министар саобраћаја                                                                  | Милан Грол         |           |
| Министар социјалне политике и народног здравља                                       | Срђан Будисављевић |           |
| Министар пољопривреде и Министар снабдевања и исхране                                | Бранко Чубриловић  |           |
| Министар шума и рудника                                                              | Јован Бањанин      |           |
| Министар трговине и индустрије                                                       | Јурај Шутеј        | заступник |
| Министар без портфеља                                                                | Богољуб Јевтић     |           |
| Министар без портфеља                                                                | Милан Гавриловић   |           |
| Министар без портфеља                                                                | Сава Косановић     |           |
| Министар без портфеља                                                                | Божидар Марковић   |           |
| Министар без портфеља                                                                | Франц Сној         |           |

| Функција                                                   | Име и презиме       | Детаљи       |
| ---------------------------------------------------------- | ------------------- | ------------ |
| Председник Владе и Министар унутрашњих послова             | Слободан Јовановић  |              |
| Потпредседник Владе и Министар пошта, телеграфа и телефона | Јурај Крњевић       |              |
| Потпредседник Владе и Министар грађевина                   | Миха Крек           |              |
| Министар иностраних послова                                | Момчило Нинчић      |              |
| Министар војске и Министар ваздухопловства и морнарице     | Драгољуб Михаиловић | до 14.1.1942 |
| Министар војске и Министар ваздухопловства и морнарице     | Слободан Јовановић  | заступник    |
| Министар војске, морнарице и ваздухопловства               | Драгољуб Михаиловић | од 14.1.1942 |
| Министар војске, морнарице и ваздухопловства               | Слободан Јовановић  | заступник    |
| Министар саобраћаја                                        | Милан Грол          |              |
| Министар финансија и Министар трговине и индустрије        | Јурај Шутеј         |              |
| Министар просвете                                          | Милош Трифуновић    |              |
| Министар просвете                                          | Милан Грол          | заступник    |
| Министар правде                                            | Милан Гавриловић    |              |
| Министар социјалне политике и народног здравља             | Срђан Будисављевић  |              |
| Министар пољопривреде и Министар снабдевања и исхране      | Бранко Чубриловић   |              |
| Министар пољопривреде и Министар снабдевања и исхране      | Милан Гавриловић    | заступник    |
| Министар шума и рудника                                    | Јован Бањанин       |              |
| Министар без портфеља                                      | Богољуб Јевтић      |              |
| Министар без портфеља                                      | Сава Косановић      |              |
| Министар без портфеља                                      | Божидар Марковић    |              |
| Министар без портфеља                                      | Франц Сној          |              |

| Функција                                                               | Име и презиме       | Детаљи    |
| ---------------------------------------------------------------------- | ------------------- | --------- |
| Председник Владе и Министар унутрашњих послова                         | Слободан Јовановић  |           |
| Потпредседник Владе и Министар пошта, телеграфа и телефона             | Јурај Крњевић       |           |
| Потпредседник Владе и Министар грађевина                               | Миха Крек           |           |
| Министар иностраних послова                                            | Слободан Јовановић  | заступник |
| Министар просвете                                                      | Милош Трифуновић    |           |
| Министар војске, морнарице и ваздухопловства                           | Драгољуб Михаиловић |           |
| Министар војске, морнарице и ваздухопловства                           | Слободан Јовановић  | заступник |
| Министар саобраћаја                                                    | Милан Грол          |           |
| Министар финансија и Министар трговине и индустрије                    | Јурај Шутеј         |           |
| Министар социјалне политике и народног здравља                         | Срђан Будисављевић  |           |
| Министар правде, Министар пољопривреде и Министар снабдевања и исхране | Милан Гавриловић    |           |
| Министар шума и рудника                                                | Јован Бањанин       |           |

| Функција                                                   | Име и презиме       | Детаљи        |
| ---------------------------------------------------------- | ------------------- | ------------- |
| Председник Владе и Министар унутрашњих послова             | Милош Трифуновић    |               |
| Потпредседник Владе и Министар пошта, телеграфа и телефона | Јурај Крњевић       |               |
| Потпредседник Владе                                        | Слободан Јовановић  |               |
| Потпредседник Владе и Министар грађевина                   | Миха Крек           |               |
| Министар иностраних послова                                | Милан Грол          |               |
| Министар просвете                                          | Борис Фурлан        |               |
| Министар просвете                                          | Миха Крек           | заступник     |
| Министар војске, морнарице и ваздухопловства               | Драгољуб Михаиловић |               |
| Министар војске, морнарице и ваздухопловства               | Петар Живковић      | заступник     |
| Министар саобраћаја                                        | Милош Ст. Бобић     |               |
| Министар правде                                            | Милан Гавриловић    |               |
| Министар финансија и Министар трговине и индустрије        | Јурај Шутеј         |               |
| Министар пољопривреде и Министар снабдевања и исхране      | Бранко Чубриловић   |               |
| Министар пољопривреде и Министар снабдевања и исхране      | Милан Гавриловић    | заступник     |
| Министар шума и рудника                                    | Јован Бањанин       | до 29.6.1943  |
| Министар шума и рудника                                    | Петар Живковић      | заступник     |
| Министар шума и рудника                                    | Богољуб Јевтић      | од 21.7.1943. |
| Министар социјалне политике и народног здравља             | Божидар Влајић      |               |
| Министар без портфеља                                      | Петар Живковић      |               |

| Функција                                                                             | Име и презиме        | Детаљи                    |
| ------------------------------------------------------------------------------------ | -------------------- | ------------------------- |
| Председник Владе и Министар иностраних послова                                       | Божидар Пурић        |                           |
| Министар војске, морнарице и ваздухопловства                                         | Драгољуб Михаиловић  |                           |
| Министар војске, морнарице и ваздухопловства                                         | Божидар Пурић        | заступник                 |
| Министар социјалне политике и народног здравља, Министар правде и Министар грађевина | Нико Мирошевић-Сорго | до 30.10.1943.            |
| Министар социјалне политике и народног здравља, Министар правде и Министар грађевина | Владета Милићевић    | заступник                 |
| Министар социјалне политике и народног здравља, Министар правде и Министар грађевина | Нико Мирошевић-Сорго | од 29.2.1944.             |
| Министар пољопривреде и Министар снабдевања и исхране и Министар просвете            | Светозар Рашић       |                           |
| Министар финансија и Министар трговине и индустрије                                  | Милан Мартиновић     | до 16.10.1943.            |
| Министар финансија и Министар трговине и индустрије                                  | Иво Чичин-Шаин       | до 18.2.1944.             |
| Министар финансија и Министар трговине и индустрије                                  | Владета Милићевић    | заступник                 |
| Министар унутрашњих послова и Министар пошта, телеграфа и телефона                   | Владета Милићевић    | до 16.10.1943.            |
| Министар саобраћаја и Министар шума и рудника                                        | Иван Керн            | до 12.10.1943.            |
| Министар саобраћаја и Министар шума и рудника                                        | Нико Мирошевић-Сорго | заступник                 |
| Министар саобраћаја и Министар шума и рудника                                        | Берислав Анђелиновић | заступник, од 14.11.1943. |
| Министар саобраћаја и Министар шума и рудника                                        | Ненад Грисогоно      | заступник, од 10.12.1943. |
| Министар саобраћаја и Министар шума и рудника                                        | Светозар Рашић       | заступник, од 27.2.1944.  |
| Министар унутрашњих послова                                                          | Владета Милићевић    | од 16.10.1943.            |
| Министар пошта, телеграфа и телефона                                                 | Берислав Анђелковић  | од 16.10.1943.            |
| Министар пошта, телеграфа и телефона                                                 | Ненад Грисогоно      | од 10.12.1943.            |

| Функција                                    | Име и презиме | Детаљи                                       |
| ------------------------------------------- | ------------- | -------------------------------------------- |
| Председник Владе и заступник свих министара | Иван Шубашић  | Попуњавање министарства трајало је шест дана |

| Функција                                                                                         | Име и презиме       | Детаљи                      |
| ------------------------------------------------------------------------------------------------ | ------------------- | --------------------------- |
| Председник Владе, Министар иностраних послова и Министар војске, морнарице и ваздухопловства     | Иван Шубашић        | до 11.9.1944.               |
| Председник Владе и Министар иностраних послова                                                   | Иван Шубашић        | од 11.9.1944.               |
| Министар унутрашњих послова, Министар социјалне политике и народног здравља и Министар грађевина | Сава Косановић      |                             |
| Министар просвете и Министар пошта, телеграфа и телефона                                         | Изидор Цанкар       | до 6.10.1944.               |
| Министар саобраћаја и Министар правде                                                            | Драго Марушич       | НКОЈ                        |
| Министар финансија и Министар трговине и индустрије                                              | Јурај Шутеј         |                             |
| Министар пољопривреде, Министар снабдевања и исхране, Министар шума и рудника                    | Сретен Вукосављевић | НКОЈ                        |
| Министар војске, морнарице и ваздухопловства                                                     | Борисав Ристић      | од 11.9.1944. до 26.1.1945. |
| Министар просвете                                                                                | Драго Марушич       | од 6.10.1944.               |
| Министар пошта, телеграфа и телефона                                                             | Јурај Шутеј         | од 6.10.1944.               |

| Функција                                                                                                   | Име и презиме       | Детаљи |
| --- | ------------------- | ------ |
| Председник Министарског савета, Министар иностраних послова и Министар војске, морнарице и ваздухопловства | Иван Шубашић        |        |
| Министар саобраћаја, Министар правде и Министар просвете                                                   | Драго Марушич       | НКОЈ   |
| Министар унутрашњих послова, Министар социјалне политике и народног здравља и Министар грађевина           | Сава Косановић      |        |
| Министар финансија, Министар трговине и индустрије и Министар пошта, телеграфа и телефона                  | Јурај Шутеј         |        |
| Министар пољопривреде, Министар снабдевања и исхране и Министар шума и рудника                             | Сретен Вукосављевић | НКОЈ   |

## Председници владе Краљевине Југославије у егзилу
| Слика | Име и презиме (Датум рођења и смрти) | Почетак мандата | Крај мандата | Странка                            |
| ----- | ------------------------------------ | --------------- | ------------ | ---------------------------------- |
|       | Душан Симовић (1882 — 1962)          | 27.3.1941.      | 11.1.1942.   | Војно лице (Нестраначки политичар) |
|       | Слободан Јовановић (1869 — 1958)     | 11.1.1942.      | 26.6.1943.   | Нестраначки политичар              |
|       | Милош Трифуновић (1871 — 1957)       | 26.6.1943.      | 10.8.1943.   | Народна радикална странка          |
|       | Божидар Пурић (1891 — 1977)          | 10.8.1943.      | 1.6.1944.    | Нестраначки политичар              |
|       | Иван Шубашић (1892 — 1955)           | 1.6.1944.       | 7.3.1945.    | Хрватска сељачка странка           |